# Hobokense Polder

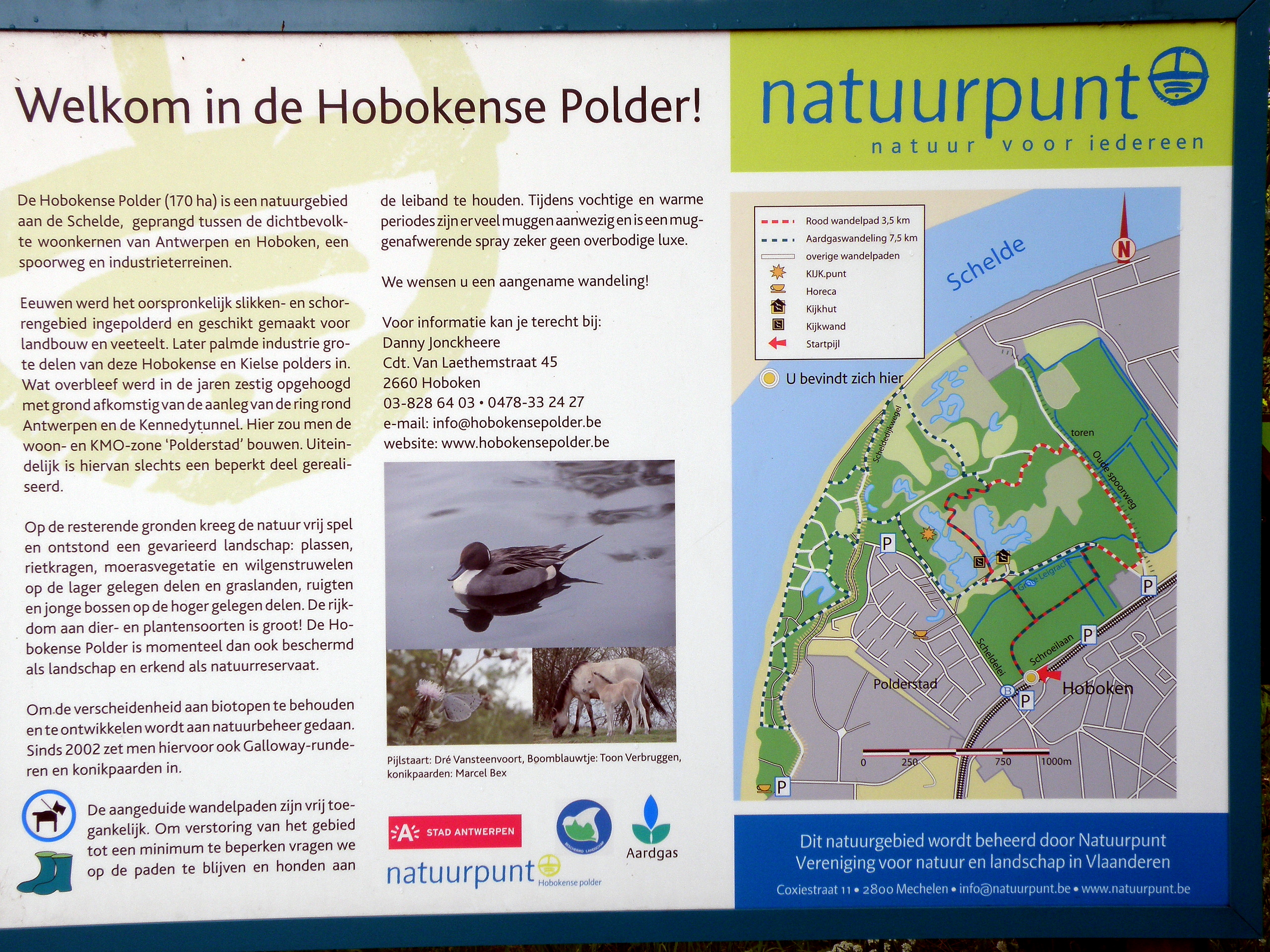
Informatiebord aan de ingang van het reservaat.

De Hobokense Polder is een natuurreservaat gelegen te Hoboken als onderdeel van het Nationaal Park Scheldevallei. Het is 170 ha groot en is gelegen in het noorden van Hoboken tegen de Hollebeek en de Kielse Polder. Sedert 1995 is het een natuurgebied. Op 23 december 1998 werd het officieel een natuurreservaat. Het wordt beheerd door Natuurpunt Hobokense Polder vzw.
De Hobokense Polder ligt tussen de Schelde, Hoboken en bedrijventerrein Blue Gate (waar vroeger op de Kielse Polder de industrie van Petroleum-Zuid gelegen was). 
Hoewel men over de 'Hobokense Polder' spreekt, draagt het gebied geen kenmerken meer van een 'polder'. Tot het midden van de 20ste eeuw lag er echter wel uitgestrekte polder. Deze werd in de jaren 60 opgehoogd met zand afkomstig van de aanleg van de toenmalige E3 (momenteel: E17). Het was bedoeld voor het urbanisatieproject 'Polderstad' dat de hele ruimte tot stedelijk gebied zou omvormen (woningen, scholen, winkels, ...) aangevuld met een KMO-zone. In 1974 werd de eerste fase van Polderstad aangevat. Na het gereedkomen van de tweede fase rond eind jaren 70, begin jaren 80 werd het project stilgelegd. De rest van het terrein bleef braak liggen. De oliecrisis, jarenlang protest van buurtbewoners, en de werking van de Werkgroep Hobokense Polder (WHoP, nu een afdeling van Natuurpunt), hebben uiteindelijk tot de bescherming van het gebied geleid.
Aan de oostrand bestaat het reservaat uit een populierenaanplant, de rest van het reservaat heeft zich na de ophoging spontaan ontwikkeld, met een afwisseling van bosachtige gedeelten, vijvers en graslanden. Deze evolutie is nog steeds aan de gang.
In het reservaat grazen Gallowayrunderen die goede resultaten hebben behaald in het tenietdoen van de uniforme begroeiing met Japanse duizendknoop.
Tot de amfibieën behoren de meerkikker, de bruine kikker, de gewone pad, de alpenwatersalamander en de kleine watersalamander. Tot eind 2005 kwam ook de levendbarende hagedis voor. Tot de vogelsoorten behoren verschillende soorten eenden, rietvogels en roofvogels. De zoogdierpopulatie is beperkt, tot dwergvleermuis, konijn, wezel, ree en bunzing, naast verschillende soorten muizen en spitsmuizen.

## Kijkpunten
In het domein zijn een drietal kijkpunten gebouwd aan de plassen in het gebied, waar vogels kunnen worden bestudeerd zonder deze te storen. Het eerste kijkpunt kwam aan het Broekskot. Gezien de locatie van het domein in stedelijk gebied is vandalisme echter een groot probleem. Het met hout en golfdak uitgeruste hok is al verschillende keren vernield en hersteld.
Om die reden is aan het Rallegat een kijkpunt gebouwd waar vandalismebestendigheid een van de vereisten was. Ook aan toegankelijkheid van rolstoelgebruikers moest worden voldaan . Het architectenbureau Import Export Architecture tekende een constructie die uit zandzakken op een betonnen vloer bestond (wegens stabiliteit en locatie in drassig gebied op voormalig gemeentelijke stortplaats). De zandzakken waren gevuld met een mengsel van zeefzand, een recyclageproduct, en traskalk. Dit bleek echter niet te harden. Als alternatief werd daarom beton op de zandzakken gespoten met het huidige bunkerachtige uitzicht tot gevolg.
Op Kerstavond 2013 ging de kijkhut aan het Broekskot in vlammen op. Natuurpunt ging vervolgens op zoek naar een nieuw ontwerp dat minder vandalismegevoelig moest zijn. De nieuwe "hut" moest aan wat voorwaarden voldoen. Er werd gekozen voor een open ontwerp, namelijk een wand met luifels, zodat men ook bij regenweer droog kan staan. De wand is groter en langer dan de vroegere kijkhut, zodat ook groepen en schoolklassen comfortabel en gelijktijdig kunnen kijken. Als bouwmateriaal viel de keuze op het vandalismebestendige cortenstaal, herkenbaar aan de roestlaag. Eind 2017 werd de kijkwand gerealiseerd.